# Archaeologiai Közlemények
Archaeologiai Közlemények az MTA Archaeológiai Bizottságának 1859 és 1899 között megjelenő szakfolyóirata volt.

## Főszerkesztői
- 1864-1873 Rómer Flóris
- 1885- Hampel József